# Tüskeszentgyörgy
Tüskeszentgyörgy (horvátul: Sveti Juraj u Trnju) falu Horvátországban, Muraköz megyében. Közigazgatásilag Murakirályhoz tartozik.

## Fekvése
Csáktornyától 12 km-re keletre, Perlaktól 4 km-re északra az A4-es autópálya közelében fekszik.

## Története
Tüskeszentgyörgy kora középkori történetéről írásos forrás nem áll rendelkezésre, az itt talált leletek azonban elárulják, hogy már a horvát törzsek letelepedésekor is lakott hely volt. Az 1984-ben feltárt keleti fekvésű sírokban a bjelobrodi kultúrához köthető gazdag mellékletekkel ellátott temetkezéseket találtak. Ezek között számos díszes nyaklánc, többféle gyöngy, bronz karperec volt található. A temető a kormeghatározás szerint egészen a 11. század végéig használatban volt.
A települést írott forrás 1239-ben említi először, története szorosan kapcsolódik a plébánia történetéhez, melyet 1334-ben említenek először "ecclesia s. Georgii" néven. A plébánia és temploma már ekkor Szent György tiszteletére volt szentelve. A település következő említése 1478-ban „Jwrsawecz” alakban történt, amikor a csáktornyai uradalom falvai között sorolják fel. Mivel a felsorolásban Goricsán után következik, nagy valószínűséggel a mai Tüskeszentgyörgynek felel meg.
Hunyadi Mátyás az uradalommal együtt Ernuszt János budai nagykereskedőnek és bankárnak adományozta, aki megkapta a horvát báni címet is. 1501-ben említik a falu Mihály nevű plébánosát és György nevű káplánját (Michael plebanus in Thwrnyncz. Georgius capellanus suus). 1540-ben a csáktornyai Ernusztok kihalása után az uradalom rövid ideig a Keglevich családé, majd 1546-ban I. Ferdinánd király adományából a Zrínyieké lett. 1654-ben gróf Zrínyi Miklós a régi fatemplom helyett új templomot építtetett. 1660-ban Tüskeszentgyörgy 9 lakóját név szerint is megemlítik. Miután Zrínyi Pétert 1671-ben felségárulás vádjával halálra ítélték és kivégezték minden birtokát elkobozták, így a birtok a kincstáré lett.
A király 1719-ben szolgálatai jutalmául az uradalmat elajándékozta Althan Mihály János cseh nemesnek. 1738. április 30-án a Muraközt nagy erejű földrengés sújtotta, melyben a templom is súlyosan megsérült. A plébános azonnal hozzákezdett az újjáépítéshez, mely 1747-ben fejeződött be. 1747-ben megemlíti, hogy a falu temetője a templom körül található, a temetőben nincsen kereszt. Nemcsak a helyiek, hanem a szomszéd települések lakói is ide temetkeztek. 1786-ban az első népszámlálás során 19 házat számláltak itt, 20 családban összesen 143 lakos élt. Közülük 70 nő, két egyházi személy ( a pap és a káplán) és 10 jobbágy státusú alattvaló volt. 1791-ben gróf Festetics György vásárolta meg és ezután 132 évig a tolnai Festeticsek birtoka volt.
Vályi András szerint " JURAVETZ. Jursevecz. Horvát falu Szala Várm. földes Ura G. Álthán Uraság, lakosai katolikusok, fekszik Szobotitzához nem meszsze, ’s ennek filiája, határja közép termékenységű. " 
Az 1828-as összeírás a település kettős néven említi. Magyarul "Tüskés Szent György", míg latinul "S. Georgius in Spinis" a neve. Eszerint a falunak plébániatemploma, 26 háza és 177 lakosa volt, mind római katolikusok. 1857-ben 22 házában 183 lakos élt. Közülük 179 katolikus és 4 zsidó vallású. A plébániához Tüskeszentgyörgyön kívül Alsópálfa, Alsópusztafa, Csehlaka, Harastyán, Hodosány és Törökudvar tartozott 3390 hívővel. 1868-ban Tüskeszentgyörgy lakói közül 211 katolikus, 3 protestáns és 21 zsidó vallású volt.
1910-ben 264, túlnyomórészt horvát lakosa volt. A falu 1920 előtt Zala vármegye Perlaki járásához tartozott, majd a délszláv állam része lett. 1941 és 1945 között a falu ismét Magyarországhoz tartozott, majd visszakerült Jugoszláviához. Az elektromos áramot 1952-ben vezették be a településre. Az utak aszfaltozása 1965-ben történt, a csatornázás 1995-ben készült. 2001-ben 285 lakosa volt.

## Nevezetességei
Szent György tiszteletére szentelt római katolikus temploma 1747-ben épült a korábbi 1654-ben épített templom helyén, mely 1738-ban a földrengésben súlyosan megsérült. A templom a lakosság számának növekedése miatt rövidesen kicsinek bizonyult, ezért 1767-ben északi hajóval bővítették. A harangtorony 1775-ben, a kórus 1779-ben készült el. A templomot 1886-ban megújították, ennek során kifestették és Budapestről új Szent György oltárképet vásároltak.

## Külső hivatkozások
- Murakirály község honlapja
- A plébánia honlapja